# Deigloria
Deigloria es un género de hongos en la familia Marasmiaceae. Fue descrito por el micólogo Reinhard Agerer en 1980, el género contiene 10 especies con una amplia distribución en regiones neotropicales. Su nombre deriva de las palabras en Latín Deus (Dios) y gloria.